# Ichneumon browni
Ichneumon browni är en stekelart som beskrevs av Heinrich 1961. Ichneumon browni ingår i släktet Ichneumon och familjen brokparasitsteklar. Inga underarter finns listade i Catalogue of Life.